# Стёпин, Владимир Яковлевич
Владимир Яковлевич Стёпин (1908—1975) — советский хозяйственный деятель. Герой Социалистического Труда. Лауреат Сталинской премии третьей степени.

## Биография

Могила на кладбище «Байгуши»

Родился 5 (18) июня 1908 года на станции Сватово (ныне — город, Луганская область). Работал на заводах и стройках Таганрога. После окончания в 1927 году Таганрогского индустриального техникума трудился на заводах в Ростове-на-Дону, Красногорске Московской области.
В период с 1935 по 1949 год работал в Куйбышеве. В феврале 1949 года назначен директором завода «Точмаш» во Владимире. Была проведена полная реорганизация производства. Строились и вступали в действие новые корпуса, цеха, создавались конструкторские и технологические отделы, появлялись новые производства: станкостроительное, по выпуску автомобильных приборов, механосборочное.
За выдающиеся показатели в работе в январе 1971 года завод награждён орденом Ленина.
С октября 1974 года на пенсии. Жил в городе Владимир.
Умер 23 марта 1975 года. Похоронен во Владимире на кладбище «Байгуши».

## Награды и премии
- Сталинская премия третьей степени (1951) — за усовершенствование технологического процесса
- Герой Социалистического Труда (26.4.1971)
- два ордена Ленина (28.7.1966; 26.4.1971)
- орден Трудового Красного Знамени (4.6.1945)
- орден Красной Звезды (24.11.1942)
- Почётный гражданин города Владимир (6.11.1974)